# A Michelin étteremkalauz magyarországi élmezőnye (2014)

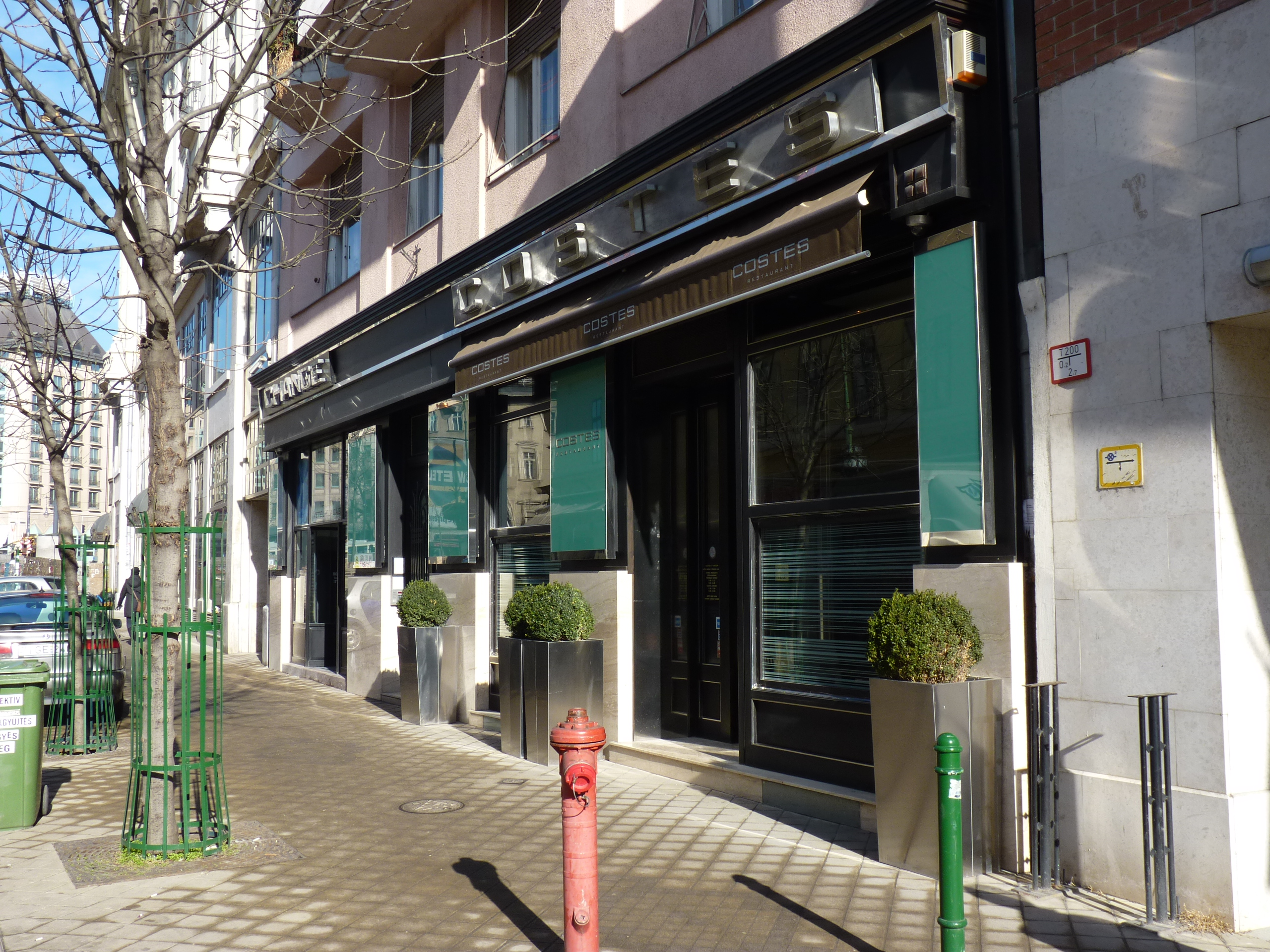
Costes

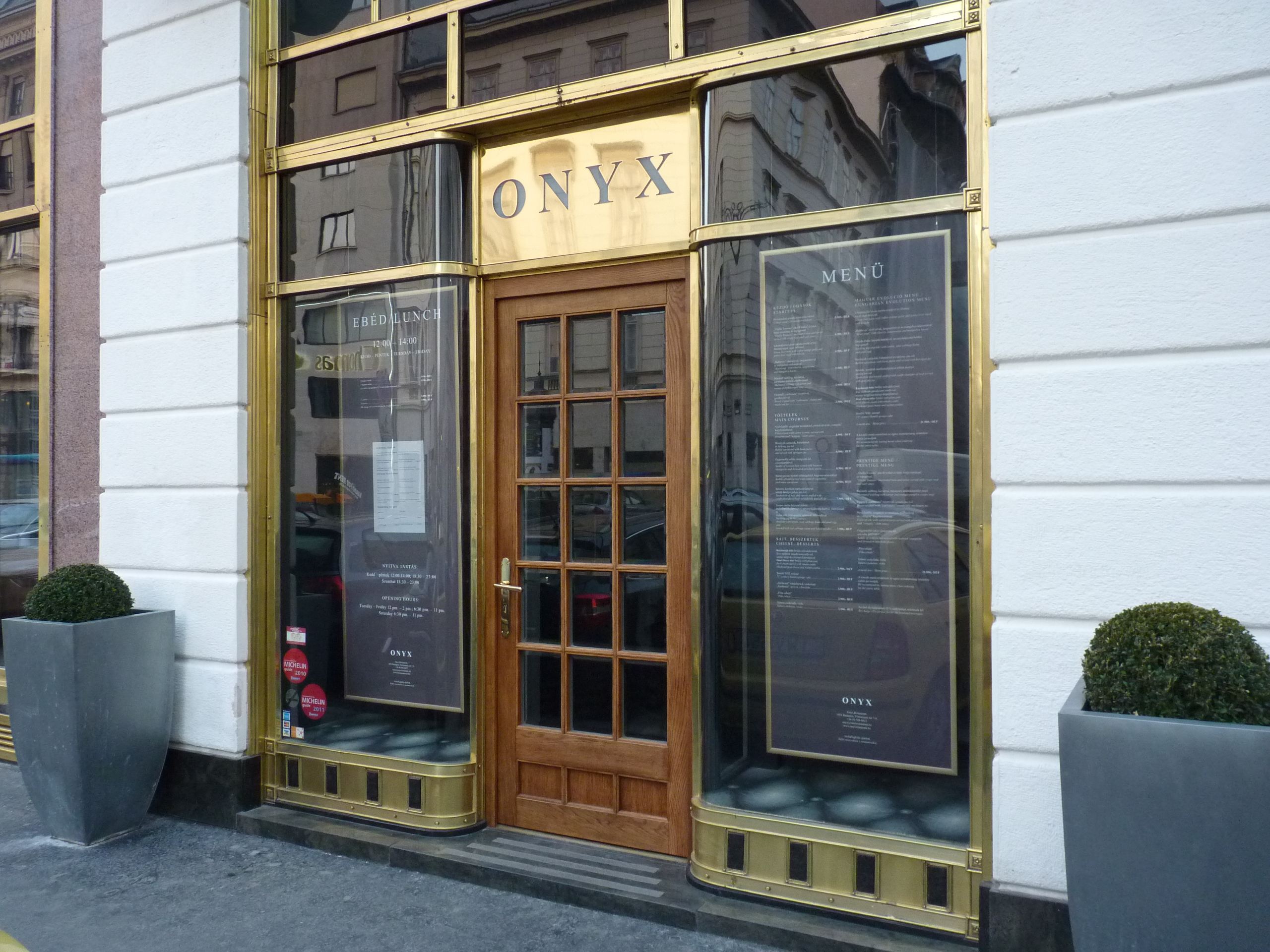
Onyx Étterem

Ez a lista a Michelin étteremkalauz étteremtesztjének 2014-es élmezőnyét tartalmazza. A Guide Michelin a legjobb éttermeket egy, kettő vagy három csillaggal értékeli. A „Bib Gourmand” minősítés a jó ár-érték arányú éttermeket jelöli.
A 2014-es élmezőnybe a következő éttermek tartoznak:
| Étterem              | Város    | Pont         |
| -------------------- | -------- | ------------ |
| Borkonyha            | Budapest |              |
| Costes               | Budapest |              |
| Onyx Étterem         | Budapest |              |
| Csalogány26 Vendéglő | Budapest | Bib Gourmand |
| Déryné Bisztró       | Budapest | Bib Gourmand |